# The Bravery (álbum)
The Bravery es el álbum debut de la banda homónima de Rock Alternativo de Nueva York publicado en marzo de 2005.
El primer sencillo, "An Honest Mistake", fue lanzado el 28 de febrero de 2005 en el Reino Unido contiene una canción llamada "Hot Pursuit" que fue grabada junto con Gillian Conway (hermana del tecladista de la banda, John Conway) en la voz junto con Sam Endicott. Esta canción fue incluida, junto con "Hey Sunshiney Day", como Bonus Track de la edición japonesa.

## Lista de canciones
Todas las canciones fueron escritas por Sam Endicott, excepto las especificadas.
- 1. "An Honest Mistake" – 3:39
- 2. "No Brakes" – 3:04
- 3. "Fearless" – 3:06
- 4. "Tyrant" (Endicott, John Conway) – 4:43
- 5. "Give In" – 2:48
- 6. "Swollen Summer" – 3:18
- 7. "Public Service Announcement" – 3:35
- 8. "Out of Line" – 3:04
- 9. "Unconditional" – 3:19
- 10. "The Ring Song" – 3:25
- 11. "Rites of Spring" – 3:21

## Bonus Tracks y B-Sides
1. "Hot Pursuit" - 3:07 (Endicott, Conway) (Solo en Japón y Reino Unido)
2. "Hey Sunshiney Day" - 2:26 (Endicott, Conway) (Solo en Japón)
3. "It's All I Can Do" - 2:48 (Cover de The Cars) (B-Side de "Fearless")
4. "An Cat Dubh" - 2:36 (Cover de U2) (B-Side de "Fearless")
5. "Oh Glory" - 3:03 (Endicott) (B-Side de "Unconditional")

- Datos: Q3089927